# Procampylaspis jonesi
Procampylaspis jonesi is een zeekommasoort uit de familie van de Nannastacidae. De wetenschappelijke naam van de soort is voor het eerst geldig gepubliceerd in 2001 door Petrescu.